# Commandantswoning Westerbork

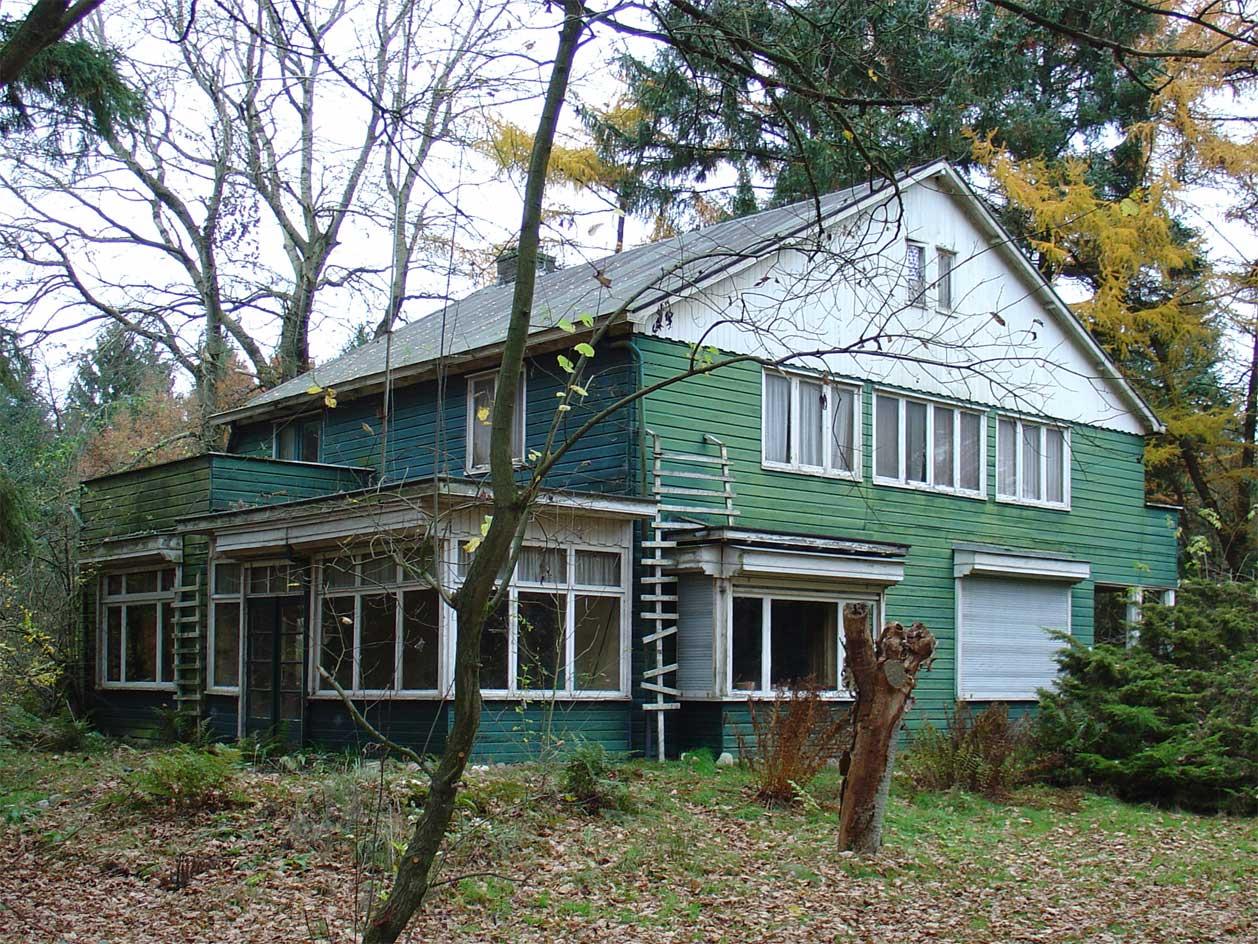
Commandantswoning voor de overkapping

De commandantswoning Westerbork is de voormalige directeurswoning van Centraal Vluchtelingenkamp Westerbork en van 1942 tot 1945 de woning van de kampcommandant van doorgangskamp Westerbork. Het is een van de weinige nog bestaande gebouwen van het kamp en een rijksmonument. Om de houten woning tegen verder verval te beschermen is deze overspannen door een glazen kasconstructie.

## Geschiedenis
De woning werd in 1939 gebouwd door de Rijksgebouwendienst toen het kamp begon als Centraal Vluchtelingenkamp Westerbork, een Nederlandse opvang voor Joodse vluchtelingen uit Duitsland. In 1942 werd Westerbork onder de Duitse bezetting een doorgangskamp en werd het gebouw de woning van kampcommandant Albert Konrad Gemmeker.
Na de oorlog werd het vanaf 1949 bewoond door kolonel Van der Speck Obreen, die eind jaren 40 uit Nederlands-Indië repatrieerde. Het pand werd 58 jaar bewoond door leden van deze familie, wat het huis in 1971 van de slopershamer heeft gered. Alle andere kampgebouwen binnen een straal van twee kilometer van de radiotelescoop moesten worden afgebroken. In 2007 verliet de kolonelsdochter als laatste het pand en kwam het leeg te staan. Staatsbosbeheer, de eigenaar van het pand, droeg het beheer in 2010 over aan het Herinneringscentrum Kamp Westerbork.

## Renovatie
In 2011 werd 1,6 miljoen euro beschikbaar gesteld om het pand te conserveren door middel van de plaatsing van een glazen koepel over het pand naar ontwerp van Ovingh Architecten. Daartoe onderging de villa een bouwbiografisch onderzoek naar sporen van de bewoners en ook de tuin werd archeologisch onderzocht op sporen van het originele tuinontwerp van de Joodse tuinman Fuchs. Een aantal authentieke ornamenten van Fuchs werden teruggevonden, waaronder een door hem aangelegd grindpaadje. In 2014 werd de overkapping geplaatst.